# William Hodge (Fußballspieler)
William Hodge (Lebensdaten unbekannt) war ein schottischer Fußballspieler.

## Karriere
William Hodge spielte in seiner Fußballkarriere mindestens zwischen 1890 und 1892 für die Glasgow Rangers. Er debütierte für die Rangers in der Saison 1890/91 gegen den FC Cambuslang bei einem 2:0-Sieg vor 2000 Zuschauern im Ibrox Park. Mit dem Team gewann er in der Saison die Schottische Meisterschaft. Hodge kam dabei auf neun Spiele. In der folgenden Saison sprang nur ein fünfter Platz heraus. Hodge war dabei in 15 Ligaspielen zum Einsatz gekommen.

## Erfolge
mit den Glasgow Rangers
- Schottischer Meister (1): 1891